# Relaciones Camerún-Rusia
Las relaciones Camerún-Rusia (en ruso: Российско-камерунские отношения, en francés: Rélations Cameroun-Russie, en inglés: Cameroon-Russia relations) son las relaciones entre dos países, la República de Camerún y la Federación Rusa. Rusia tiene embajada en Yaundé y Camerún en Moscú. Desde septiembre de 2017 el embajador era Anatoli Bashkin.

## Historia
Las relaciones diplomáticas entre la Unión Soviética y Camerún comenzaron el 20 de febrero de 1964. La base contractual de las relaciones entre ambas naciones consiste en acuerdos comerciales (24 de octubre de 1962), de cooperación cultural (22 de marzo de 1963, de cooperación económica y técnica (12 de abril de 1963), tráfico aéreo (11 de noviembre de 1979), cooperación en el campo de la televisión (mayo de 1984) y un protocolo de reconocimiento mutuo de equivalencia de documentos educacionales y graduados (14 de abril de 1964).

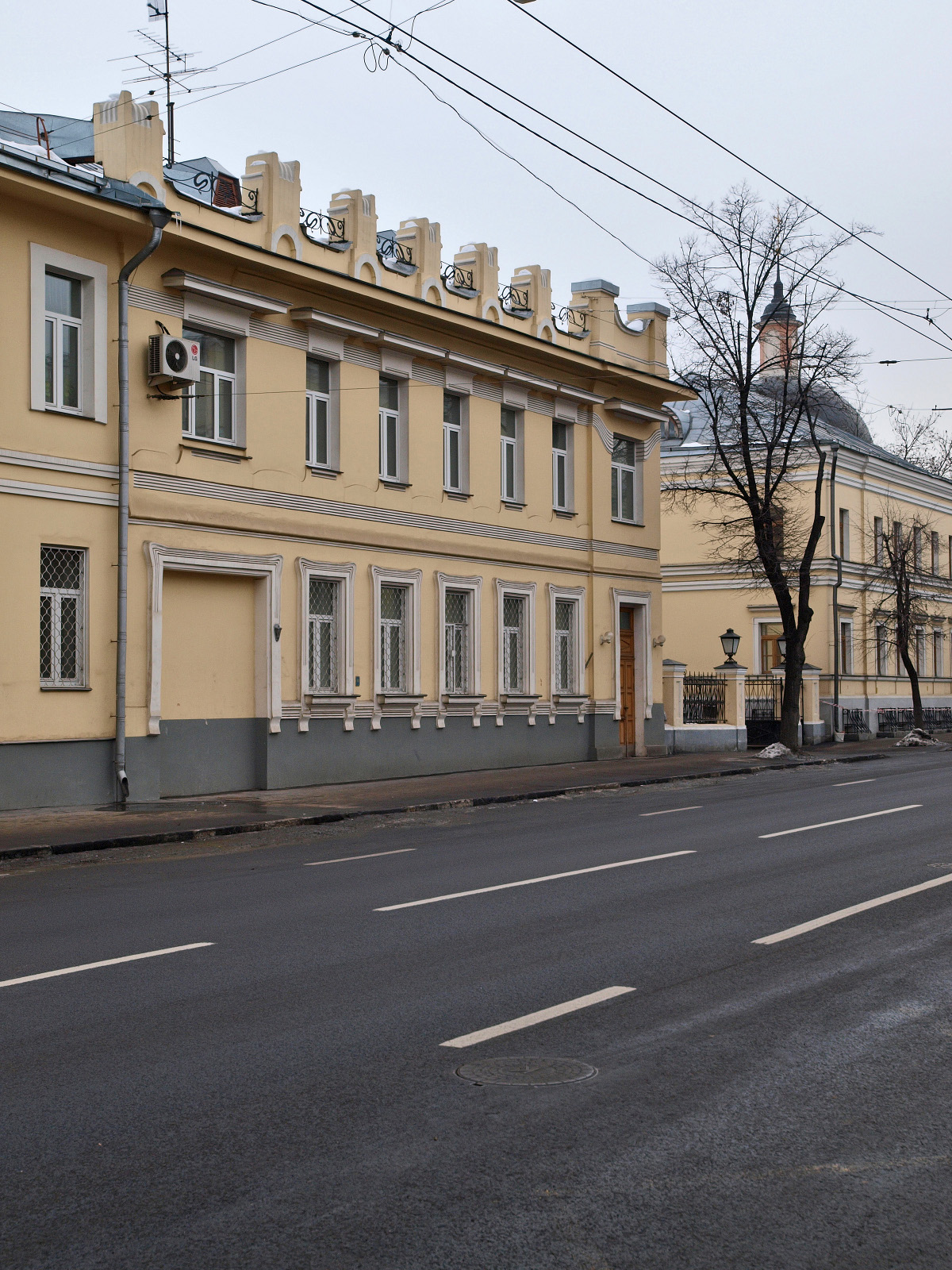
Embajada de Camerún en Moscú.
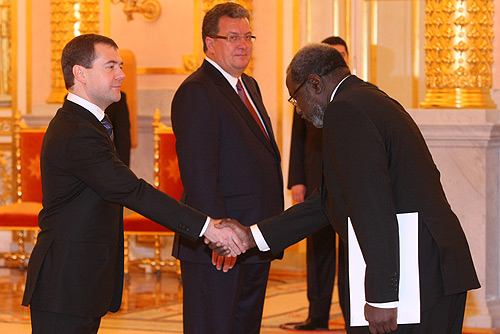
Dmitri Medvédev y Mahamat Paba Salé, embajador de Camerún, 2009.